# Suillus pungens
Suillus pungens, cunoscut în mod obișnuit sub numele de suillus înțepător, este o specie de ciupercă din genul Suillus . Corpurile fructifere ale ciupercii au pălării convexe subțiri de până la 14 cm larg. Ciuperca se caracterizează prin modificările foarte distincte de culoare care apar pe pălărie în timpul dezvoltării. În mod obișnuit, pălăria tânără este albicioasă, devenind ulterior cenușiu-măslinie până la maro-roșcaă sau o combinație pestriță a acestor culori. Ciuperca are o tulpină punctată cu dimensiuni de până la 7 cm lungime și 2 cm grosime. Pe partea inferioară a pălăriei sunt sporii formați dintuburi dispuse vertical, care apar ca o suprafață de pori unghiulari, gălbui. Prezența picăturilor lăptoase pe suprafața porilor indivizilor tineri, în special în medii umede, este o trăsătură caracteristică a acestei specii. S. pungens se pot distinge de obicei de alte specii similare de Suillus prin diferențe de distribuție, miros și gust. Ciuperca este considerată comestibilă, dar nu foarte apreciată.
O specie ectomicorizală, S. pungens formează o relație mutualistă intimă între miceliul său subteran și rădăcinile tinere ale arborelui gazdă asociat. Ciuperca - limitată la distribuție în California - apare aproape exclusiv pe pinul Monterey și episcopul, doi copaci cu zone naturale mici și împrăștiate concentrate pe coasta de vest a Statelor Unite . Mai multe studii au investigat rolul lui S. pungens în ecosistemul forestier de coastă californian pe care îl ocupă. Deși specia produce mai multe corpuri fructifere decât alte ciuperci ectomicorizale concurente în aceeași locație, nu este un colonizator de rădăcini dominant și ocupă doar un procent mic de vârfuri de rădăcini ectomicorizate . Propensiunea ciupercii la fructe prolific, în ciuda colonizării minime a rădăcinilor, este rezultatul capacității sale de a transfera în mod eficient substanțele nutritive de la gazdă pentru propria sa utilizare.

### Comestibilitate
Ciuperca este considerată comestibilă, dar nu o alegere. Gustul său este aspru, grețos și slab acid;  mirosul este puternic și variază de la plăcut, asemănător bananelor, până la înțepător.  Când se colectează pentru masă, sunt preferate exemplarele tinere, deoarece cele mai în vârstă „fierb literalmente de viermi și  lasă umezeală în exces încât practic sunt ca un burete!”  100 Edible Mushrooms (2007) a lui Michael Kuo evaluează comestibilitatea ciupercii ca fiind „proastă” și avertizează că felurile de mâncare gătite cu ciupercă vor avea un gust neplăcut. 

### Specii similare
- Suillus granulatus
- Suillus Placidus